# 舞踏会 (小説)
『舞踏会』（ぶとうかい）は、芥川龍之介の短編小説（掌編小説）。ピエール・ロティ著『秋の日本』の中の一章「江戸の舞踏会」に着想を得た作品である。明治19年の天長節の晩、鹿鳴館で催された大夜会に招かれた娘が、あるフランス人海軍将校に踊りを申し込まれ、2人で美しく儚い花火を眺める淡い恋の物語。32年後、老夫人となった彼女がその一夜を思い出すという構成で、一場の生を花火に重ねた初々しい青春の溜息が、軽やかな音楽を思わせるロココ風な趣で描かれている。
1920年（大正9年）、雑誌『新潮』1月号に掲載され、翌年1921年（大正10年）3月14日に新潮社より刊行の『夜来の花』に収録された。なお、刊行本収録の際、最後の老夫人と青年小説家の対話の部分は改稿された。

## あらすじ
1886年（明治19年）11月3日の夜、明子は父と共に、菊の花で飾られた鹿鳴館の舞踏会へ赴いた。初々しい薔薇色の舞踏服の美しい明子に人々は驚かされた。ある仏蘭西人の海軍将校が明子に踊りを申し込み、2人はワルツを踊った。踊りの後、明子が「西洋の女の方は本当に御美しうございます」と言うと、将校は首を振り、「日本の女の方も美しいです、特にあなたは」と褒め、明子を「ワットオの絵の中のお姫様のようだ」と讃美した。そして、「パリの舞踏会を見てみたい」と言う明子に、将校は、「パリの舞踏会も全くこれと同じ事です」と言い、「パリばかりではありません。舞踏会は何処でも同じ事です」と半ば独り言のようにつけ加えた。
明子と将校は、星月夜の露台に腕を組んだまま佇んだ。夜空を黙って見る将校に明子は、「お国のことを思っているのでしょう」と訊ねてみた。彼は首を振り、「私は花火の事を考えていたのです。我々の生（ヴイ）のような花火の事を」と優しく明子の顔を見下しながら言った。
1918年（大正7年）の秋、老夫人となった明子は、鎌倉の別荘へ赴く列車で乗り合わせた青年小説家が菊の花束を持っていたことから、菊の花を見るたびに思い出す舞踏会の話を彼に語った。青年作家は、その仏蘭西人将校の名前がJulien Viaudだと聞き、「あの『お菊夫人』を書いたピエール・ロティだったのでございますね」と興奮ぎみに問い返したが、将校の筆名を知らない夫人は、「いえ、ジュリアン・ヴイオと仰有る方でございますよ」と不思議そうに答えた。

## 登場人物
明子
17歳。とある家の令嬢。
明子の父
頭が禿げている。人が好い。
仏蘭西の海軍将校
Julien Viaud（ジュリアン・ヴイオ）。筆名ピエール・ロティ。
舞踏会の人々
長い辮髪を垂れた肥満体の支那の大官。若い燕尾服の日本人。半白の頬鬚を蓄えた主人役の伯爵。年上の伯爵夫人。明子と同年輩らしい少女たち。独逸人らしい若い女。
H老夫人
49歳。老夫人となった32年後の明子。鎌倉に別荘がある。
青年の小説家
菊の花束を持って鎌倉の知人のところへ行く途中、H老夫人と乗り合わせる。

## 作品評価・解釈
『舞踏会』は芥川龍之介の中期を代表する名品の一つで、この作品を好む作家も多い。
芥川の短編の中で『舞踏会』に「もっとも愛着を覚える」という江藤淳は、「多分私は、鹿鳴館の夜空にきらめいて消える花火が好きなのである」と述べながら、「一切の道具立てがこの花火のために存在する」ように見えると評している。
なお、H老夫人はフランス人青年を、ピエール・ロティだと知らなかったことになっているが、初稿では、最後の場面で青年小説家から海軍将校の名前を訊ねられた夫人が、それに答える部分は以下のようになっており、彼女がロティの素性を知っていたことになっている。
「存じておりますとも。Julien Viaud（ジュリアン・ヴィオ）と仰有る方でございました。あなたも御承知でいらつしゃいませう。これは『お菊夫人』を御書きになっ
た、ピエル・ロテイと仰有る方の御本名でございますから。」—芥川龍之介「舞踏会（初稿）」
芥川は、この結末を刊行本収録の際、夫人がロティの素性を全く知らないということに改変している。芥川が終結部で、対照的な夫人と青年の関係を描いていることについて、江藤淳は、青年小説家の「教養主義の空虚さ」を浮き立たせるものであると解説している。また、三好行雄は、「名を知ることで実を喪失する知的教養主義の〈空虚さ〉」を批判するためだと考察している。
芥川の『舞踏会』を下敷きにして戯曲『鹿鳴館』を創作した三島由紀夫は、『舞踏会』を「短編小説の傑作」、「芥川の長所ばかりの出たもの」と評し、後期の衰弱したものより「よほど好き」だと述べている。また「美しい音楽的な」作品とも評し、以下のように作品解説している。
野村圭介は『舞踏会』を、「まことに珠玉の名品と呼ぶにふさわしい作品」と評し、ヒロイン明子の名前は、文明開化、明治の「明」を表わしていると解説している。そして、作中の随所に描かれている「菊の花」は、この作品の「基調」をなし、冒頭の「殆人工に近い大輸の菊の花」は、花火と照応していると考察しながら、明子がその花火を見て、「殆悲しい気を起させる程」その花火を美しく思う部分に触れ、「明子の味う始めての悲哀。彼女は花火を、已れの恋の幻影に、一瞬燃え上って今たちまち遇ぎ去ろうとしている恋の幻影に、何程かは重ね合せて見つめる故に、ことさらそれを悲しいまでに美しいものと感じるのであろう」と評している。
そして、菊の花を見るたびに、鹿鳴館を思い出すH老夫人となった明子が、汽車で鎌倉に向うことと、17歳の明子が馬車に乗って鹿鳴館に向った時代の対比に触れ、32年前の馬車も鹿鳴館も、一緒に同乗していた父親ももういないが、老夫人の中の「おびただしい大輸の菊の花、ならびに夜空に咲いた人工の大輸の菊」は、青年小説家の持っていた小さな菊の花束に、「収縮され、収束されて、網棚の上にひっそりと存在する」とし、それは夫人の追憶の中で、「再び一挙に、数多の大輸の菊となって、華やかな舞踏室の中に、秋の夜空に開花する」と解説している。

## テレビ番組
- NHKテレビ文学館『舞踏会』（NHK）[7]
  - 音楽：千住明「TOROKKO」。